# 中国政府欧亚事务特别代表列表
中国政府欧亚事务特别代表是中华人民共和国政府任命的特别代表，主要职责为加强中国对东欧和中亚工作，密切中国与东欧和中亚国家和地区组织的联系，促进双方关系发展。

## 历任特别代表

### 中国政府欧亚事务特别代表（2019年至今）
| 姓名   | 任命      | 免职      | 外交衔级 | 外交职务 | 备注 | 备注 |
| ------ | --------- | --------- | -------- | -------- | ---- | ---- |
| 李辉   | 2019年    | 2025年6月 | 大使     | 特别代表 |      |      |
| 孙霖江 | 2025年6月 | 现任      | 大使     | 特别代表 |      |      |